# Place des Fêtes (Parigi)
La Place des Fêtes è una vasta piazza del 19º arrondissement di Parigi. Larga 3950 m² è abbellita da 54 alberi.
Questo luogo è servito dalla stazione di metropolitana: Place des fêtes.
La piazza fu creata nel 1836. Al centro di essa si trova lo Square Monseigneur Maillet, disegnato nel 1863 dall'ingegnere Alphand.
Viene citata da Céline nel Viaggio al termine della notte (1932), al termine del capitolo in cui viene narrata la prima visita dagli Henrouille: "Rimbombava. Che pioggia! Trottai da un lampione all'altro fino al pisciatoio di Place des Fêtes. Primo rifugio".